# Хомбецу

43°7′28″ пн. ш. 143°36′38″ сх. д. / 43.12444° пн. ш. 143.61056° сх. д.
Хомбе́цу (яп. 本別町, ほんべつちょう, МФА: [hombet͡su̥ t͡ɕoː]) — містечко в Японії, в повіті Накаґава округу Токаті префектури Хоккайдо. Станом на 1 жовтня 2008 року площа містечка становила 391,99 км². Станом на 31 березня 2017 населення містечка становило 7303 осіб.